# Bantz John Craddock
Bantz John Craddock, ameriški general, * 24. avgust 1950.
Craddock je bivši poveljnik Evropskega poveljstva ZDA in hkrati tudi Vrhovni poveljnik zavezniških sil za Evropo.